# حسين مازق
حسين مازق (26 يونيو 1918- 12 مايو 2006) سياسي ليبي شغل عدة مناصب سياسية منها رئيس وزراء ليبيا (من 1965 إلى 1967).

## الخلفية العائلية
حسين مازق هو من نسل عائلة حدوث من قبيلة البراعصة في برقة، ليبيا. الشيخ حدوث، الذي تحمل العائلة اسمها منه، كان في عام 1822 زعيماً للبراعصة، ثم تولى ابنه أبو بكر الزعامة من بعده. في عام 1844 عُين أبو بكر بي على كل قبائل الحرابي (بما فيها البراعصة والعبيدات)، وفي عام 1860 كان قد تورط في حرب البراعصة والعبيدات، ولكنه لم يدرك نهايتها حيث انتقل إلى بنغازي وتوفي هناك عام 1870، فورث ابنه مازق إدارة الصراع، حتى عام 1890، عندما تم التوصل إلى اتفاق السلام بين القبيلتين.
بقي مازق (جد حسين) زعيماً للبراعصة حتى وفاته عام 1909، تاركاً أربعة أبناء هم: المبروك (خليفته)، ويوسف (والد حسين)، وبوشديق، وعروق (شاعر شعبي).
في عام 1911 غزا الإيطاليون ليبيا فقام المبروك كغيره من زعماء القبائل بقيادة المقاومة ضد الغزو، ثم قُتل بمعركة «عين بو منصور»، بالقرب من درنة عام 1912، وبما أنه لم يترك أولاداً قام يوسف بخلافته في الزعامة.

## نشأته
ولد حسين يوسف مازق في 1918 في وادي بوغسال بالقرب من تاكنس (120 كم إلى الشرق من بنغازي). ولصلة والده يوسف بزعماء المقاومة، قامت الحكومة الإيطالية باعتقال يوسف ونفيه، مع زوجته مرضية، وطفلهما الرضيع حسين إلى مدينة شحات حيث بقي يوسف إلى وفاته عام 1934.
كان يوسف قد فقد حاسة البصر قبل وفاته، لذلك انتقلت زعامة البراعصة إلى أخيه بوشديق. في عام 1929، حضر بوشديق محادثات «سيدي رحومة» ما بين حكومة ليبيا الإيطالية بزعامة بيترو بادوليو، وبين حركة المقاومة بزعامة عمر المختار. حسين في عامه الحادي عشر كان هناك أيضاً، وكما قال أكثر من مرة، التقى عمر المختار الذي يعرف والديه.
درس حسين في مدرسة إيطالية في شحات، لكن الحكومة الإيطالية لم تسمح له باستكمال تعليمه، وفي عام 1937، عمل كأحد المراقبين على مشروع الطريق الساحلي الواصل ما الحدود المصرية، والحدود التونسية، وكان ينظم حسابات العاملين الليبيين، ومدخراتهم.
في عام 1940 دُعي لزيارة إيطاليا مع مجموعة من أعيان برقة حيث قابلوا هناك بينيتو موسوليني ولخوفه من أن تهاجمهم بحرية الحلفاء في البحر، تمنى العودة إلى ليبيا قبل تورط إيطاليا في الحرب، وهذا ما حدث إذ وصل ليبيا قبل حوالي أسبوعين من إعلان إيطاليا الحرب على الحلفاء في 10 يونيو 1940.
في عام 1943، خرجت القوات الإيطالية من ليبيا، وبعد عام عاد الأمير إدريس السنوسي إلى ليبيا من منفاه، وفي عام 1946 تقريباً، قابل حسين لأول مرة حيث أُعجب به، وكانت هذه بداية مسيرة حسين مازق السياسية.

## قبل رئاسة الوزارة
في 1 يونيو 1949 أعلن الأمير إدريس "استقلال برقة، ونظراً للنفوذ البريطاني القوي يمكن اعتبار هذا الاستقلال صورياً، ومع ذلك كان من الضروري تشكيل حكومة للولاية، فبعد حكومة لفترة قصيرة رأسها عمر باشا الكيخيا، ترأس محمد الساقزلي حكومة برقة في مارس 1950، وكان حسين مازق، البالغ من العمر 32 عاماً، فيها وزيراً للمعارف والداخلية، وبعد استقلال ليبيا تحت حكم الملك إدريس السنوسي في 24 ديسمبر 1951، تغير لقب الساقزلي من كحاكم لبرقة من "رئيس وزراء" إلى "والي"، وبقي في هذا المنصب حتى مايو 1952 عندما خلفه حسين مازق.
من أخطر الأحداث التي واجهها مازق خلال ولايته لبرقة هي حادث اغتيال إبراهيم الشلحي، أخلص مساعدي الملك، من قبل شاب سنوسي حفيد للسيد أحمد الشريف السنوسي (ابن عم الملك ووالد زوجته). حُوكم القاتل ثم أُعدم، ومع ذلك فإن هذا بالنسبة للملك الذي كان يحرضه البوصيري الشلحي (ابن القتيل) لم يكن كافياً، فقام باتخاذ إجراءات صارمة ضد أقارب القاتل، ولم يكن مازق موافقاً على هذا التوسيع للعقوبة، إلا أن هذه المعارضة لم تؤثر على علاقته بالملك، لكنه رغم ذلك لم يكن يكن حباً كبيرا لبعض الرجال المحيطين بالملك، وكان البوصيري من بينهم، وسيؤدي خلافه مع البوصيري في النهاية إلى استقالته في أكتوبر 1961.
لم يتول مازق أي مناصب سياسية مهمة حتى يناير 1964، عندما كُلّف محمود المنتصر بتشكيل حكومة جديدة تولى فيها مازق وزارة الخارجية. لكن المشاكل لم تكن بعيدة عن الحكومة، ففي 22 فبراير 1964 ألقى الرئيس المصري جمال عبد الناصر خطاباً قال فيه أن القواعد [العسكرية الأجنبية] الموجودة في ليبيا هي...خطر على الأمة العربية كلها، وأدى هذا الخطاب الذي صاحبه دعاية مصرية مضادة لليبيا في الإذاعات المصرية إلى تأجيج غضب جماهير الشعب الليبي على حكومته، ولكي يهدأ المنتصر من غضب الشعب، كلف وزير خارجيته حسين مازق ببدء مفاوضات الجلاء مع بريطانيا والولايات المتحدة. لكن الرئيس عبد الناصر قام على نحو مفاجئ (بعد ضغط أمريكي عليه) بتحمّيل الوزير مازق (أثناء حضوره لقمة عربية في القاهرة تلك السنة) رسالة أخوية إلى الملك إدريس أن لا يستعجل في إخراج القوات الأمريكية من ليبيا، مما عنى عملياً إيقاف مفاوضات الجلاء.

## رئاسة الوزارة
في 20 مارس استقال محمود المنتصر لأسباب صحية، فكُلف مازق بتشكيل الحكومة، وقد استمر مازق في تنفيذ الخطة الخمسية للتنمية الاقتصادية (1963-1968) كما فعلت الحكومتين السابقتين. لكن مازق لا يزال لا يكن حباً لبعض الرجال المحيطين بالملك، وعلى الرغم من أن البوصيري كان قد توفي عام 1964، لكن رجلاً آخر كان هناك وهو عبد الله عابد السنوسي، حيث أرسل مازق إلى الملك إدريس تقريراً يبين فيه تجاوزات عبد الله عابد المالية.
لكن للأسف عادت المشاكل مرة أخرى بعد فترة، فبعد هزيمة الدول العربية في حرب يونيو 1967 قام الشعب الليبي المحبط والغاضب بمهاجمة السفارات الأمريكية، والبريطانية، كما هوجم اليهود في ليبيا، مما اضطر مازق للسماح لليهود بالرحيل عن ليبيا، وفي النهاية طلب منه الملك الاستقالة، وهذا ما حدث في 29 يونيو.

## المحاكمة والوفاة
لم يتولى مازق أي منصب سياسي حتى نهاية الملكية في 1 سبتمبر 1969. وعندما قامت انقلاب معمر في 1969 كان مازق خارج البلاد، لكنه عاد رغم ذلك، ثم حُوكم وسجن، كمعظم المسؤولين من الحقبة الملكية، وأثناء محاكمته دافع عن علاقته مع الملك إدريس، وصدر في النهاية حكم في عام 1971 بسجنه عشر سنوات، إلا أنه خرج من السجن عام 1974.
بقي مازق يعيش في منزله في مدينة بنغازي حتى وفاته في 12 مايو 2006.

## هوامش
1. ↑  "«Libya Al-Mostakbal»" en. مؤرشف من الأصل في 2020-03-24. اطلع عليه بتاريخ 2020-03-24. {{استشهاد ويب}}: الوسيط غير صالح |script-title=: بادئة مفقودة (مساعدة)
2. ↑  وصفه الأخوان بيتشي بالشيخ حدود (هكذا في الأصل، والصواب حدوث) شيخ برقة، انظر الأخوان بيتشي، "رحلة في الساحل الليبي"، ص 257.
3. ↑  جورج ريمون، "من داخل معسكرات الجهاد في ليبيا"، ص 335.
4. ↑  بن حليم، صفحات مطوية، ص 31-33
5. ↑  بن حليم، صفحات مطوية، ص 36
6. ↑  محمد يوسف المقريف، "ليبيا بين الماض والحاضر"، مجلد 2، ص 66
7. ↑  محمد يوسف المقريف، "ليبيا بين الماض والحاضر"، مجلد 2، ص 310
8. ↑  محمد يوسف المقريف، "ليبيا بين الماض والحاضر"، مجلد 2، ص 314
9. ↑  محمد يوسف المقريف، "ليبيا بين الماض والحاضر"، مجلد 2، ص 324
10. ↑  Patrick Seale, & Maureen McConvillle, "The Hilton Assignment", P.40.
11. ↑  الإدعاء العام (ليبيا)، "حقيقة إدريس"، ص 239-244.